# Aşağı Karavaiz, Araban
Aşağıkaravaiz là một xã thuộc huyện Araban, tỉnh Gaziantep, Thổ Nhĩ Kỳ. Dân số thời điểm năm 2011 là 437 người.